# Oswar Gramajo
Oswar Gramajo 4 de junio de 1989, Ciudad de Guatemala, Guatemala es un futbolista Guatemalteco. Juega en la posición de guardameta para el Antigua GFC de Guatemala.

## Clubes
| Club                    | País      | Año           |
| ----------------------- | --------- | ------------- |
| CSD Municipal           | Guatemala | 2008-2012     |
| Deportivo Suchitepéquez | Guatemala | 2012          |
| Antigua GFC             | Guatemala | 2013-presente |

- Datos: Q6054412